# Prix littéraires du Salon du livre du Saguenay-Lac-Saint-Jean
Les prix littéraires du Salon du livre du Saguenay-Lac-Saint-Jean ont été créés en 1991. Ils ont été connus jusqu'en 2007 sous le nom de Prix Abitibi-Consolidated et en 2008 sous le nom de Prix Abitibi-Bowater. Leurs remises constituent des « moments forts » de l'animation du salon.
Au départ, le prix était remis dans deux catégories. Il y a maintenant sept prix : roman, poésie, jeunesse, découverte littéraire, intérêt général (essai, biographie, mémoires, etc.), prix des lecteurs et enfin, récit, théâtre, contes et nouvelles. 
Les candidats doivent être originaires de la région du Saguenay-Lac-Saint-Jean ou y résider depuis au moins cinq ans. 

## Lauréats
| Année | Roman                                                    | Poésie                                                             | Récit, théâtre, contes et nouvelles                                          | Jeunesse                                                        | Intérêt général                                                                 | Découverte                                                                                             | Prix des lecteurs                                                           |
| ----- | -------------------------------------------------------- | ------------------------------------------------------------------ | ---------------------------------------------------------------------------- | --------------------------------------------------------------- | ------------------------------------------------------------------------------- | --- | --------------------------------------------------------------------------- |
| 1991  | Nicole Houde Lettres à cher Alain                        | Non attribué                                                       | Non attribué                                                                 | Non attribué                                                    | Non attribué                                                                    | Lise Tremblay L'Hiver de pluie                                                                         | Non attribué                                                                |
| 1992  | Michel Marc Bouchard L'histoire de l'oie                 | Non attribué                                                       | Non attribué                                                                 | Non attribué                                                    | Non attribué                                                                    | André Girard Deux semaines en septembre                                                                | Non attribué                                                                |
| 1993  | Élisabeth Vonarburg Chronique du Pays des Mères          | Non attribué                                                       | Non attribué                                                                 | Non attribué                                                    | Non attribué                                                                    | Paul Bussières Mais qui donc va consoler Mingo?                                                        | Non attribué                                                                |
| 1994  | Rémy Simard Roberval Kid et la ruée vers l'art           | Non attribué                                                       | Non attribué                                                                 | Non attribué                                                    | Non attribué                                                                    | Andrée Dandurand Les carnets de David Thomas                                                           | Non attribué                                                                |
| 1995  | Nicole Houde Les oiseaux de Saint-John Perse             | Marc Vaillancourt Ligne de force                                   | Non attribué                                                                 | Non attribué                                                    | Non attribué                                                                    | Ginette Boulanger Écoute mes yeux                                                                      | Non attribué                                                                |
| 1996  | Alain Gagnon Sud                                         | Non attribué                                                       | Non attribué                                                                 | Non attribué                                                    | Jean Désy Docteur Wincot                                                        | Françoise Tremblay L'Office des ténèbres                                                               | Non attribué                                                                |
| 1997  | Élisabeth Vonarburg Tyranaël                             | Non attribué                                                       | Non attribué                                                                 | Non attribué                                                    | Jean-Guy Genest Godbout                                                         | Thérèse Bergeron Sika ou la porte des cauchemars                                                       | Non attribué                                                                |
| 1998  | Alain Gagnon Thomas K.                                   | Non attribué                                                       | Non attribué                                                                 | Non attribué                                                    | Claude Villeneuve Qui a peur de l'an 2000?                                      | Germain Dumas Dans le miroir d'un lac                                                                  | Non attribué                                                                |
| 1999  | Marie-Claude Bussières-Tremblay Mihran                   | Tony Tremblay Rue Pétrole-Océan                                    | Non attribué                                                                 | Non attribué                                                    | Stanley Péan Toute la ville en jazz                                             | Mélikah Abdelmoumen Chair d'assaut                                                                     | Non attribué                                                                |
| 2000  | Marie-Paule Villeneuve L'Enfant cigarier                 | Non attribué                                                       | Dany Côté Histoire de l'industrie forestière du Saguenay-Lac-Saint-Jean      | Non attribué                                                    | Pierre-Yves Tremblay À vélo jusqu'au ciel                                       | Hélène Pedneault Les carnets du lac 1993-1999                                                          | Non attribué                                                                |
| 2001  | Guy Lalancette Les yeux du père                          | Non attribué                                                       | Non attribué                                                                 | Rosette Laberge Ça restera pas là!                              | Robert Dôle Comment réussir sa schizophrénie                                    | Bernard Claveau Young Alice                                                                            | Michel Dufour Allego rit avec les jeunes                                    |
| 2002  | Michel Jobin La Trajectoire du pion                      | Non attribué                                                       | Hervé Bouchard Mailloux, histoires de novembre et de juin                    | Sylvie Marcoux Anaïs au pays des arcs-en-ciel                   | Claude Villeneuve Vivre les changements climatiques                             | Pierre Duchesne Jacques Parizeau, 1930-1970. Le croisé, tome 1                                         | Gérard Bouchard Mistouk                                                     |
| 2003  | Larry Tremblay Le mangeur de bicyclette                  | Carol LeBel Clapotis du temps                                      | Daniel Danis Le langue-à-langue des chiens de roche                          | Isabel Brochu L’odeur du diable                                 | Gérard Bouchard Les deux chanoines                                              | Pierre Demers Charny                                                                                   | Bernard Couët La chute des idoles                                           |
| 2004  | Andrée Dandurand Sous la peau des arbres                 | Alain Gagnon Ces oiseaux de mémoire                                | Marie-Paule Villeneuve Derniers quarts de travail                            | Sophie Girard La galaxie des différences                        | Hélène Pedneault Mon enfance et autres tragédies politiques                     | Caroline Paquin Trop de lumière                                                                        | Guy Corneau Victime des autres, bourreau de soi-même                        |
| 2005  | Reine-Aimée Côté Les Bruits                              | Kim Doré Le rayonnement des corps noirs                            | Marité Villeneuve Je veux rentrer chez moi                                   | Yves Ouellet L’enfant des glaces                                | Gérard Bouchard La pensée impuissante                                           | Non attribué                                                                                           | Gérard Bouchard Pikauba                                                     |
| 2006  | Hervé Bouchard Parents et amis sont invités à y assister | Alain Gagnon L’espace de la musique                                | Larry Tremblay Piercing                                                      | Gilles Ruel Le fugueur                                          | Jocelyn Caron Paysages du Saguenay–Lac-Saint-Jean : Voir, regarder et découvrir | Marie Christine Bernard Monsieur Julot                                                                 | Anne Tremblay Le Château à Noé tome 1. La colère du lac 1900-1928           |
| 2007  | André Girard Port-Alfred Plaza                           | Dany Boudreault Voilà                                              | Jean Désy Au Nord de nos vies                                                | Hervé Gagnon Complot au musée                                   | Michel Lambert Histoire de la cuisine familiale du Québec                       | Non attribué                                                                                           | Guy Corneau Le meilleur de soi                                              |
| 2008  | Marie Christine Bernard Mademoiselle Personne            | Carol LeBel La nuit est un objet étrange                           | Daniel Danis Kiwi                                                            | Hervé Gagnon L'Élu de Babylone, T.1 Le Talisman de Nergal       | Marité Villeneuve Des pas sur la plage                                          | Michel Vallée L'homme au visage peint                                                                  | Lise Tremblay La sœur de Judith                                             |
| 2009  | Nicole Houde Je pense à toi                              | Kim Doré Maniérisme le diable Alain Gagnon, Les versets du pluriel | Hervé Bouchard Harvey                                                        | Louise Portal Ulysse et Pénélope                                | Christian Dufour Les Québécois et l'anglais                                     | Richard Dallaire Le Marais                                                                             | Anne Tremblay Les porteuses d'espoir, tome 3 - Série Le château à Noé       |
| 2010  | Guy Lalancette La Conscience d'Éliah                     | Pierre Demers La bénédiction des skidoos                           | Dany Tremblay Tous les chemins mènent à l'ombre                              | Hervé Gagnon La révélation du centre, T.6 Le Talisman de Nergal | Jean Désy L'esprit du Nord: Propos sur l'autochtonie québécoise                 | Michel Samson Ombres sereines                                                                          | Marie-Paule McInnis La Survivante                                           |
| 2011  | Marité Villeneuve Pour un dimanche tranquille à Pékin    | Jean-François Caron Vers-hurlements et barreaux de lit             | Guy Lalancette Le Bruit que fait la mort en tombant                          | Louise Portal Juliette et Roméo                                 | Alain Gagnon Propos pour Jacob                                                  | Laurance Ouellet Tremblay Était une bête                                                               | Anne Tremblay Au pied de l'oubli 1957-1961, tome 4 - Série Le château à Noé |
| 2012  | Larry Tremblay Le Christ obèse                           | Alain Gagnon Chant d'août                                          | Samuel Archibald Arvida                                                      | Marjolaine Bouchard Autant en emporte le ventre                 | Roméo Bouchard La reconquête du Québec. Esdras Minville et le modèle gaspésien  | Emmanuel Simard L'œuvre des glaciers                                                                   | Samuel Archibald Arvida                                                     |
| 2013  | Yvon Paré Le voyage d'Ulysse                             | Marie-Andrée Gill Béante                                           | Frédérick Lavoie Allers simples : aventures journalistiques en Post-Soviétie | Isabelle Larouche Je hais les lunettes                          | Alain Dumas et Yves Ouellet Anticosti : unique au monde                         | Frédérick Lavoie Allers simples : aventures journalistiques en Post-Soviétie                           | Mario Pelchat Le semeur                                                     |
| 2014  | Larry Tremblay L'orangeraie                              | Laurance Ouellet-Tremblay Salut loup !                             | Dany Boudreault et Maxime Carbonneau Descendance                             | Hervé Gagnon Mille écus d'or                                    | Gaston Gagnon Au royaume du Saguenay et du Lac-Saint-Jean                       | Non attribué                                                                                           | Larry Tremblay L'orangeraie                                                 |
| 2015  | Nicole Houde La vie pour vrai                            | Claude Bouchard Légers fantômes                                    | Patrick Nicol La nageuse au milieu du lac                                    | Rachel Gilbert Les sœurs Fayel                                  | Catherine Ferland et Dave Corriveau La Corriveau : de l'histoire à la légende   | Stéphanie Tétreault La protégée de l'apothicaire                                                       | Josée Boudreault Sois ta meilleure amie                                     |
| 2016  | Marjolaine Bouchard Madame de Lorimier                   | Marie-Andrée Gill Frayer                                           | Frédérick Lavoie Ukraine à fragmentation                                     | Samuel Archibald Tommy l'enfant-loup                            | Non attribué                                                                    | Andrée A. Gratton Choisir Éléonore                                                                     | Nicole Villeneuve Graziella - Le concert                                    |
| 2017  | Larry Tremblay L'impureté                                | Non attribué                                                       | Louise Reid Le jour où j'ai tué l'anxiété                                    | Larry Tremblay Même pas vrai                                    | Jean Désy Amériquoisie                                                          | Kevin Lambert Tu aimeras ce que tu as tué                                                              |                                                                             |
| 2018  | Mathieu Villeneuve Borealium tremens                     | Alain Larose La chanson de ma mère                                 | Laurance Ouellet-Tremblay Henri de ses décors                                | Yves Trottier Les tigres bleus : le royaume de sable            | Mustapha Fahmi La leçon de Rosalinde                                            | J.D. Kurtness De Vengeance                                                                             |                                                                             |
| 2019  | Kevin Lambert Querelle de Roberval                       | Marie-Andrée Gill Chauffer le dehors                               | Frédérick Lavoie et Jasmin Lavoie Frères amis, frères ennemis                | Geneviève Pettersen 13e avenue, tome 1                          | Dave Noël Montcalm, général américain                                           | Sonia Perron Billydéki                                                                                 |                                                                             |
| 2020  | Paul Kawczak Ténèbre                                     | Michel-Marc Bouchard La nuit où Laurier Gaudreault s'est réveillé  | Michaël La Chance L'épine empourprée                                         | Noémie Gauthier Terminal – tome 1 : Insaisissable               | Gérard Bouchard Les nations savent-elles encore rêver ?                         | Valérie Jessica Laporte Méconnaissable                                                                 |                                                                             |
| 2021  | Marité Villeneuve Mon frère Paul                         | Émilie Pedneault Éventrer le bois                                  | Simon Émond et Michel Lemelin Rebâtir le ciel                                | Noémie Gauthier Terminal – tome 2 : Incassable                  | Paul Bégin À la recherche d'un pays. Mémoires d'un militant (1962-2002)         | Émilie Pedneault Éventrer le bois                                                                      |                                                                             |
| 2022  | Sébastien Gagnon et Michel Lemieux Territoire de trappe  | Emmanuelle Tremblay Nous le lac                                    | Charles Sagalane Journal d'un bibliothécaire de survie                       | Sébastien Gagnon Je ne suis pas une outarde                     | Mustapha Fahmi La promesse de Juliette                                          | Michelle Lapierre-Dallaire Y avait-il des limites si oui je les ai franchies mais c'était par amour ok |                                                                             |
| 2023  | Claudine Potvin Corps imaginaires                        | Laurance Ouellet-Tremblay La vie virée vraie                       | Combiné avec le prix Roman en 2023                                           | Marianne Girard Iris et Fiona un peu drama                      | Gérard Bouchard Pour l'histoire nationale                                       | Christina Brassard De ces hommes                                                                       |                                                                             |

Le prix Compte d'auteur a été remis en 1998 à George Villeneuve pour Chape de plomb et en 2002 à Lise Roy pour Jean-Jules Soucy, le Ville penseur.
Le prix des lecteurs n'existe plus depuis sa dernière remise en 2016.